# Gaertnera junghuhniana
Gaertnera junghuhniana är en måreväxtart som beskrevs av Friedrich Anton Wilhelm Miquel. Gaertnera junghuhniana ingår i släktet Gaertnera och familjen måreväxter. Inga underarter finns listade i Catalogue of Life.